# Садриев, Фоат Миннеахметович
Садриев Фоат Миннеахметович (тат. Садриев Фоат Миннәхмәт улы) — член Союза писателей, заслуженный деятель искусств Республики Татарстан.

## Биография
Родился 10 марта 1941 года в деревне Большой Чекмак Муслюмовского района Татарской АССР. После окончания Большечекмакской семилетней и Шуганской средней школы работал продавцом в хозяйственном магазине, заведующим сельской библиотекой. В 1963—1970 годах — журналист в Муслюмовской и Сармановской районных газетах. В 1970—1972 годах заведовал учебно-консультативным пунктом Лаишевского сельхозтехникума в Муслюмове. С августа 1972 по сентябрь 1981 года — редактор Муслюмовской районной газеты «Авыл утлары».
Закончил заочное отделение Казанского государственного университета по специальности «Татарский язык и литература». В 1981—1982 годах учился на одногодичных театральных курсах при министерстве культуры РСФСР в Москве.
Член Союза писателей с 1981 года.

## Творчество
Автор около двух десятков сценических произведений, привлёкших внимание режиссёров театров. Первая его пьеса под названием «У райских ворот» была напечатана в альманахе «Идел» в 1970 году.
Сотрудничал с Альметьевским драматическим театром. На сцене этого театра ставились его пьесы: «Эх вы, парни!..», «Открой же окно своё», «Кондырлы кодачасы», «Солёный мед», «Ты — соловей, я — берёза», «Девушки нашей деревни», «Хуршида, Муршида, Рашида», «Гром в ясный день» и т. д.
Автор многочисленных рассказов, юморесок, повестей («Дело Шахзаманова»; «Из дневника Зубайды», «Спасибо, папа!», «Человек, который не смеется» и т. д.).
В 1992 году опубликовал свой первый роман — «Утренний ветер».

## Награды и звания
- Заслуженный деятель искусств Республики Татарстан (1991)
- Государственная премия Республики Татарстан имени Габдуллы Тукая (2010)